# Freakyforms : Vos créations prennent vie !
Freakyforms : Vos créations prennent vie !, connu au Japon sous le nom de Ikimono Zukuri: Crea-toy (いきものづくり クリエイトーイ, Ikimono Zukuri: Kurieitōi) est un jeu vidéo développé par Asobism et édité par Nintendo pour sa console portable Nintendo 3DS. Disponible uniquement depuis le Nintendo eShop, Freakyforms permet de créer ses propres  personnages nommés les "Formix" à utiliser dans le jeu

## Système de jeu
Dans Freakyforms, les joueurs doivent d'abord créer un personnage à l'écran nommé "Formix". Les Formix sont créés en utilisant différentes formes placées mais le joueur décide desquelles doivent figurer sur le personnage. Après que la création du personnage est terminée, les joueurs utilisent l'écran tactile pour faire naviguer le Formix tout au long de l'univers du jeu. Lorsque le joueur explore, il est invité à remplir des tâches assignées dans un délai de temps donné, comme la collecte d'un certain nombre d'articles ou aider d'autres personnages. En continuant à jouer, des fonctionnalités supplémentaires sont débloquées, comme l'utilisation des fonctionnalités de réalité augmentée de la console portable pour prendre des photos de leurs créations dans un contexte réel. Les utilisateurs peuvent partager leur contenu Freakyforms en utilisant la fonction StreetPass de la Nintendo 3DS ou en créant de codes QR qui peuvent être numérisés à l'aide de l'appareil photo extérieur de la console.

## ÉditionDeluxe
Une version améliorée destinée à la vente intitulée Freakyforms Deluxe : Vos créations prennent vie ! est sortie en Europe le 28 juillet 2012 et en Amérique du Nord le 5 novembre 2012. Cette nouvelle version ajoute des fonctionnalités telles que le mode multijoueur où les joueurs créent des formix ensemble et les joueurs peuvent maintenant explorer des donjons et affronter d'autres Formix et trouver des actions spéciales. Le logiciel est sorti en dématérialisé sur le Nintendo eShop en Europe le 17 août et en Australie le 13 septembre, tandis que le logiciel d'origine Freakyforms a été supprimé la veille. Le jeu original a également été remplacé par l'édition Deluxe dans l'eShop nord-américain le jour où cette dernière est sortie. Le jeu est également sorti au Japon uniquement en téléchargement et sous le titre Oomori! Ikimono Zukuri: Crea-toy (大盛り！ いきものづくり クリエイトーイ, Oomori! Ikimono Zukuri: Kurieitōi) le 10 avril 2013, tandis que le logiciel d'origine Freakyforms a été supprimé la veille.

## Accueil
- Jeuxvideo.com : 14/20[2] - 11/20 (Deluxe)[3]